# Маджед Мокид
Маджед Мокид Мушан бин Ганим (араб. ماجد موقد‎; 18 июня 1977, Медина, Саудовская Аравия — 11 сентября 2001, Арлингтон, Вирджиния, США) — террорист-смертник и авиаугонщик саудовского происхождения, связанный с Аль-Каидой. Один из 19 исполнителей терактов 11 сентября 2001 года. Один из пятерых угонщиков, захвативших самолёт Boeing 757-223 рейса American Airlines 77, врезавшийся в здание Пентагона.

## Биография

### Ранние годы
Маджед Мокид Мушан бин Ганим родился 18 июня 1977 года в городе Медина (Саудовская Аравия). Вырос в маленьком городе Аннакхиль к западу от Медины. Его семья рассказала Arab News, что он любил заниматься спортом и путешествовать.
Мокид обучался на факультете управления и экономики университета короля Фахда. Во время учёбы, вероятно, был завербован в Аль-Каиду вместе с другим угонщиком Сатамом ас-Суками, с которым ранее делил комнату в колледже. Мокид бросил учёбу в университете. Комиссия 9/11 считает, что Мокид и Суками примкнули к экстремистам в 1999 году.
В Афганистане Мокид и Суками тренировались в крупном учебном центре Хадлен (недалеко от Кабула). В период подготовки к атакам Мокид взял себе имя аль-Ахлаф.
По словам координатора терактов 11 сентября Халида Шейха Мохаммеда, Маджед Мокид был в числе угонщиков, которые работали в службе безопасности в аэропорту Кандагара. Мохаммед лично убеждал Усаму бен Ладена использовать эту группу в терактах.
В конце 2000 года Маджед Мокид отправился в Объединённые Арабские Эмираты, где приобрёл дорожные чеки (предположительно, оплаченные Мустафой аль-Хавсави, предполагаемым финансовым посредником в организации терактов 11 сентября) так же, как и пятеро других угонщиков: Ваиль аш-Шехри, Ахмед аль-Хазнави, Ахмед аль-Нами, Саид и Хамза аль-Гамди.
В ноябре 2000 года Мокид и ас-Суками вылетали из Ирана в Бахрейн. 20 ноября Мокид получил визу в США.

### США
2 мая 2001 года Маджед Мокид прибыл в США вместе с Ахмедом аль-Гамди в международный аэропорт имени Даллеса в районе Вашингтона (штат Вирджиния). В тот же день они переехали жить к Навафу аль-Хазми и Хени Хенджору в Фэрфакс (Вирджиния).
8 мая Эйяд аль-Рабабах (уроженец Иордании, компьютерный мастер, с которым Хенджор и Хазми познакомились за месяц до этого) предложил мужчинам перебраться к нему в Фэрфилд (штат Коннектикут). Он помог всем четырём угонщикам переехать в местный отель. Они позвонили в местные лётные школы, и через несколько дней аль-Рабабах отвёз всех четверых в Уэст-Патерсон (штат Нью-Джерси), чтобы показать окрестности. ФБР подозревает, что помочь угонщикам Рабабаху поручил Анвар аль-Авлаки (радикальный священнослужитель, чьи проповеди слушали Халид аль-Михдар и Наваф аль-Хазми ещё в 2000 году в Сан-Диего, затем Хени Хенджор вместе с Хазми в апреле 2001 года в округе Колумбия штата Вирджиния). Позже Рабабах был арестован за мошенничество с водительскими правами и депортирован в Иорданию. По делу о терактах 11 сентября проходил в качестве свидетеля. Позже к Мокиду, аль-Хазми, Хенджору и аль-Гамди переехали жить младший брат Навафа Салим аль-Хазми и Абдулазиз аль-Омари, прибывшие в США 29 июня.
В июле 2001 года Маджед Мокид, также как и шестеро других угонщиков (Мухаммед Атта, Абдулазиз аль-Омари, Ахмед аль-Гамди, Халид аль-Михдар, братья Наваф и Салим аль-Хазми), приобрёл удостоверение личности в туристическом агентстве Apollo Travel в Уэст-Патерсоне. Все кроме Атты, получившего удостоверение штата Флорида, получили удостоверение Нью-Джерси.
24 августа аль-Михдар и Мокид попытались приобрести авиабилеты American Airlines у онлайн-продавца, но столкнулись с техническими трудностями при определении адреса и отказались от этой затеи. 25 августа они забронировали билеты на рейс AA77, используя кредитную карту Мокида. Однако транзакция не была полностью завершена, т. к. адреса выставления счетов и доставки билетов не совпадали.

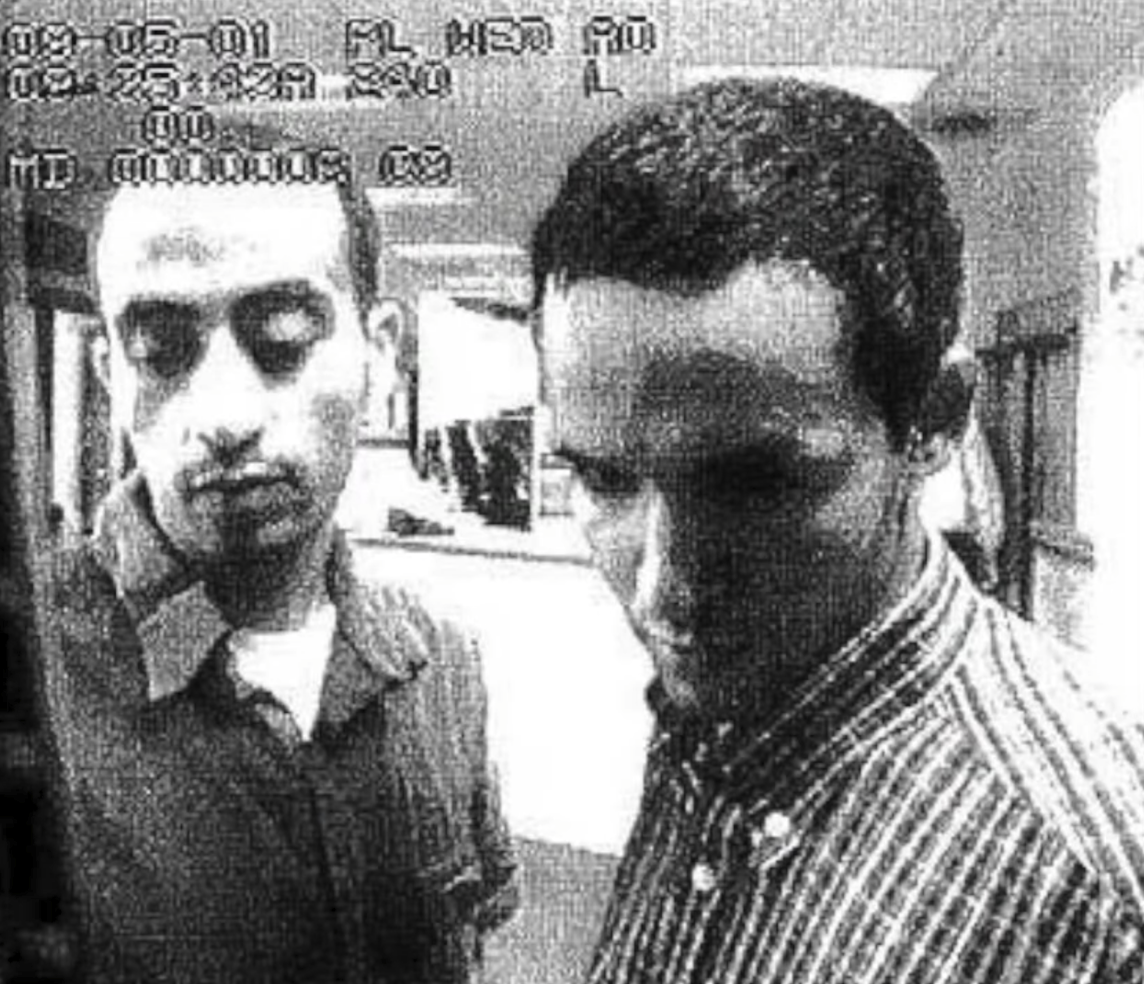
5 сентября 2001 года камера банкомата сняла Хени Хенджора (слева) и Маджеда Мокида (справа)

2 сентября Мокид, Михдар и Хенджор отправились в штат Мэриленд, остановились в бюджетных мотелях в Лореле. Со 2 по 6 сентября Маджед Мокид, также как и другие угонщики рейса 77, посещал спортзал Gold's Gym в Гринбелте (штат Мэриленд). Мокид, Михдар и Хенджор купили недельные абонементы за 30 долларов и приходили иногда в компании одного из братьев аль-Хазми, которые купили абонементы за 10 долларов. 5 сентября Михдар и Мокид отправились в международный аэропорт Балтимор-Вашингтон, где забрали билеты на рейс 77, заплатив за них 2300 долларов наличными.
Сотрудники компании Advance Travel Service в городе Тотова (Нью-Джерси) позже заявили, что Мокид и Хенджор приобрели билеты именно там. Они утверждали, что Хенджор очень плохо говорил по-английски, а Мокид вёл большую часть разговора. Хенджор попросил место в первом ряду самолёта. Их кредитная карта не прошла авторизацию, и после того, как им сказали, что агентство не принимает именные чеки, они ушли, чтобы снять наличные. Вскоре они вернулись и заплатили наличными $1842,25.

### Теракты
Утром 11 сентября 2001 года Маджед Мокид прибыл в аэропорт имени Даллеса. В 07:15 Мокид и Михдар зарегистрировались на рейс AA77 и в 07:18 прошли к зоне досмотра. При проходе через металлодетектор у обоих мужчин сработал предупреждающий сигнал, после чего террористы были подвергнуты ручному досмотру. Мокида, при проходе которого продолжал звучать предупреждающий сигнал, также обыскали при помощи ручного металлоискателя. По тогдашним правилам Федерального управления гражданской авиации пронос ручной клади ножей с лезвием до 4 дюймов был разрешён. Досмотр проводила фирма «Argenbright Security», работавшая по контракту с авиакомпанией United Airlines.
Мокид также, как и Хенджор и Михдар, был выбран по критериям системы компьютерного скрининга пассажиров («Computer Assisted Passenger Prescreening System (CAPPS)»)  для дополнительного осмотра. Его багаж был оставлен в аэропорту до тех пор, пока он не прошёл на борт самолёта. В 07:50 Мокид прошёл на посадку в самолёт, заняв место 12A в эконом-классе рядом с Михдаром, севшим на место 12B.
Рейс American Airlines 77 вылетел в 08:20 с 10-минутной задержкой, направившись в Лос-Анджелес. Комиссия 9/11 считает, что захват самолёта произошёл между 08:51 и 08:54. В отличие от рейсов AA11, UA175 и UA93, сообщений о ранениях кого-либо не поступало. Скорее всего, террористы согнали всех пассажиров и членов экипажа в хвостовую часть самолёта, позволив Хени Хенджору взять на себя управление. Согласно звонкам заложников, у захватчиков с собой были ножи и ножницы. Последняя радиосвязь рейса 77 с авиадиспетчерами была в 08:50, а в 08:54 лайнер стал отклоняться от курса.
В 09:37:46 рейс AA77 (под управлением Хени Хенджора) на скорости около 530 миль в час (850 км/ч) врезался в западный фасад здания Пентагона. Удар произошёл на уровне 1 этажа. В 10:10 верхние этажи здания обрушились. Помимо 64 человек на борту самолёта (в том числе 5 террористов) погибли ещё 125 человек в самом здании, 106 человек пострадали. Останки Маджеда Мокида, также как и других угонщиков, были отделены от других погибших методом исключения и переданы ФБР в качестве вещественных доказательств.